# Јобибајт
Јобибајт се користи као јединица мере података у рачунарству и износи 1.208.925.819.614.629.174.706.176 (280) бајтова (1024 зебибајта).